# Burgenlandbahn (Sachsen-Anhalt)

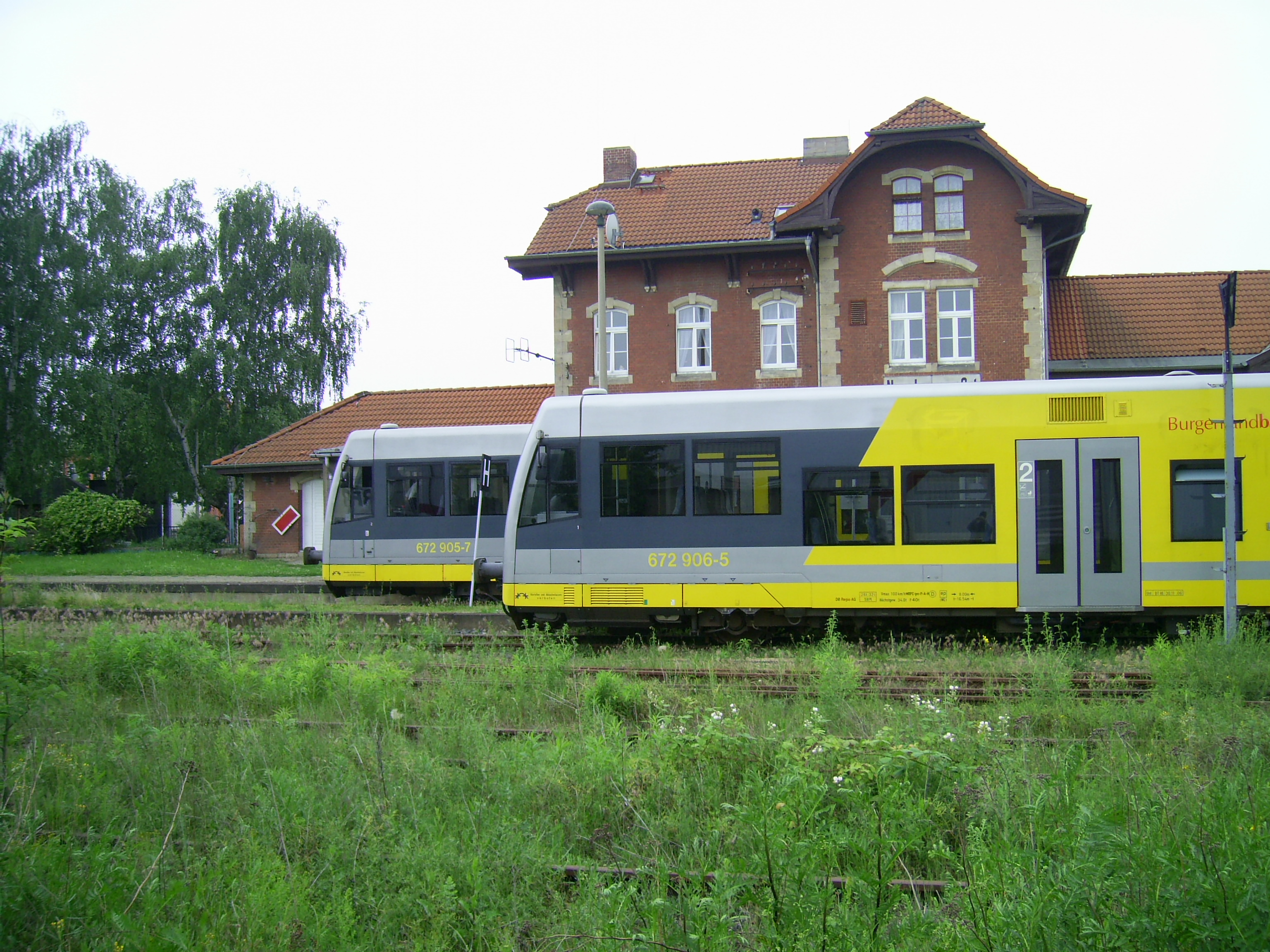
Fahrzeuge der Burgenlandbahn am Naumburger Ostbahnhof am 4. Juni 2007

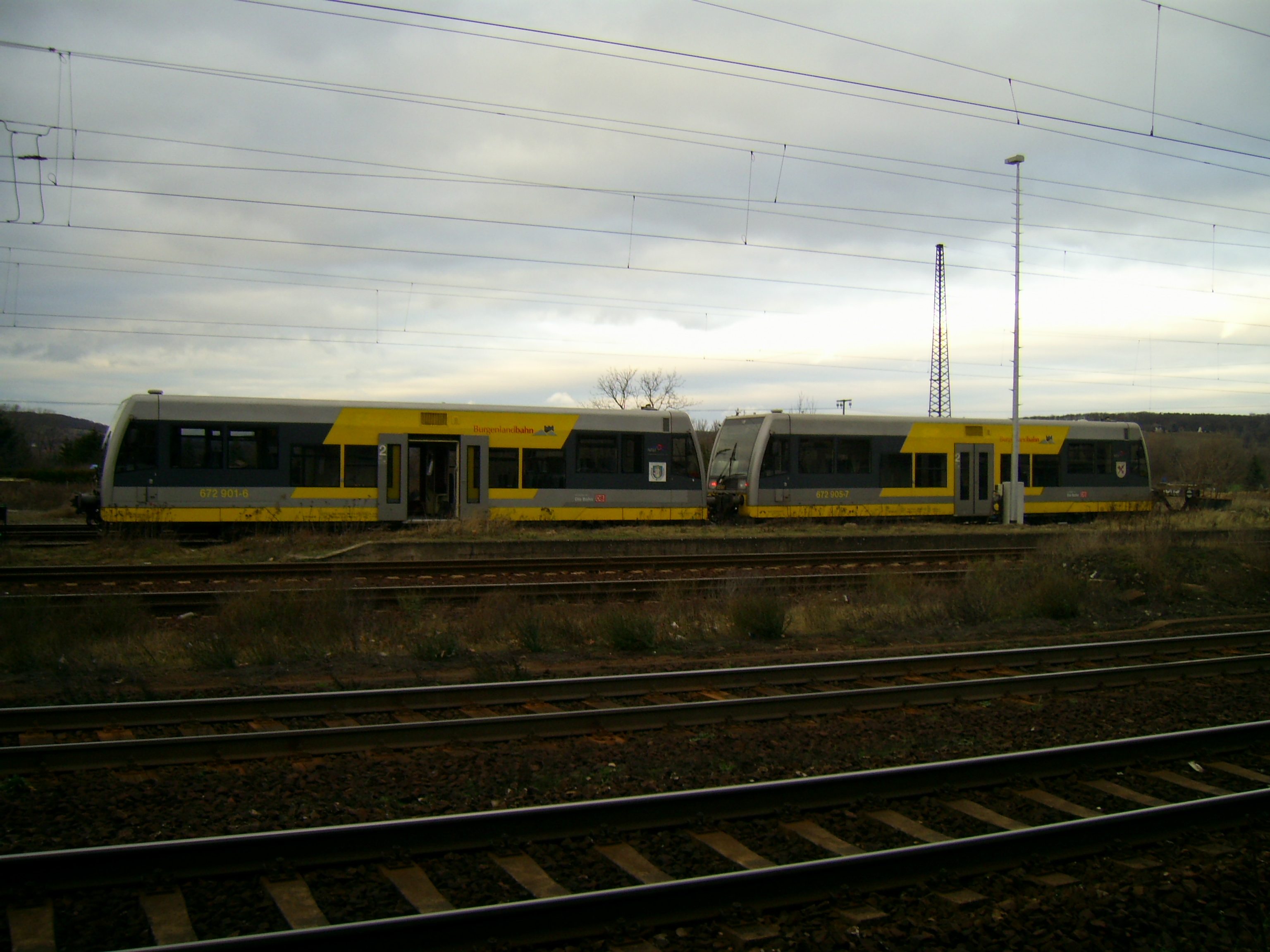
672 901-6 („Naumburg“) und 672 905-7 („Weißenfels“) im Naumburger Hauptbahnhof am 13. Januar 2007

Die Burgenlandbahn war eine Marke, die die DB Regio AG bis Dezember 2019 für den Schienenpersonennahverkehr (SPNV) im südlichen Sachsen-Anhalt benutzte. Seit 1999 bediente sie mehrere Nebenstrecken, von denen im Laufe der Zeit einige abbestellt oder an andere Verkehrsunternehmen vergeben worden sind. Mit ihr waren große Hoffnungen verbunden, das Flächennetz durch niedrige Betriebskosten trotz geringer Bevölkerungsdichte dauerhaft sichern zu können.

## Aktuelle Zahlen
Die Burgenlandbahn bediente in einem Verkehrsgebiet von 2.200 km² 32 Haltepunkte und befuhr ein Streckennetz von 100 Kilometer Länge. Jährlich wurden rund 1,15 Millionen Zugkilometer erbracht.

## Liniennetz

### Aktueller Betrieb
Die Burgenlandbahn betreibt seit dem 15. Dezember 2019 keinen Personenverkehr mehr.

### Ehemaliger Betrieb
Auf folgenden Strecken wurde der Personennahverkehr eingestellt:
| Linie | Zuglauf                                                   | KBS | Einstellung       | Ersatz durch  |
| ----- | --------------------------------------------------------- | --- | ----------------- | ------------- |
| RB 73 | Klostermansfeld – Mansfeld (Südharz) – Vatterode – Wippra | 337 | 12. April 2015    | Landesbus 460 |
| RB 79 | Merseburg – Bad Lauchstädt – Schafstädt                   | 588 | 13. Dezember 2014 | Landesbus 728 |
| RB 77 | Berga-Kelbra – Rottleberode – Stolberg (Harz)             | 592 | 10. Dezember 2011 | Landesbus 450 |
| RB 94 | Naumburg (Saale) Ost – Teuchern – Zeitz                   | 551 | 11. Dezember 2010 | Landesbus 820 |
| RB 95 | Wangen (Unstrut) – Roßleben – Artern                      | 551 | 9. Dezember 2006  | Bus           |
| RB    | Querfurt – Esperstedt – Schraplau – Röblingen             | 587 | 13. Dezember 2003 | Landesbus 705 |

Folgende Strecken wurden mittlerweile nach Ausschreibung an andere Eisenbahnverkehrsunternehmen vergeben:
| Linie | Zuglauf                                                                                 | KBS | Abgabe            | Strecke abgegeben an           |
| ----- | --------------------------------------------------------------------------------------- | --- | ----------------- | ------------------------------ |
| RB 76 | Weißenfels – Teuchern – Theißen – Zeitz                                                 | 551 | 15. Dezember 2019 | DB Regio Südost                |
| RB 78 | Merseburg – Braunsbedra – Mücheln (Geiseltal) – Querfurt                                | 586 | 15. Dezember 2019 | DB Regio Südost                |
| RB 77 | Naumburg (Saale) Ost – Freyburg (Unstrut) – Laucha (Unstrut) – Nebra – Wangen (Unstrut) | 585 | 9. Dezember 2018  | Abellio Rail Mitteldeutschland |

## Geschichte

### Burgenlandbahn GmbH
Die Burgenlandbahn GmbH (BLB) wurde 1998 als gemeinsame Tochtergesellschaft von DB Regio AG (70 Prozent Anteil) und Karsdorfer Eisenbahngesellschaft (KEG, 30 Prozent) gegründet und nahm zu Jahresbeginn 1999 den Betrieb auf. Nachdem die KEG am 12. Februar 2004 Insolvenz anmeldete, übernahm DB Regio deren Gesellschaftsanteile im April 2004.
Der erste Verkehrsvertrag zwischen dem Land Sachsen-Anhalt und der Burgenlandbahn lief vom 1. Januar 1999 bis zum 31. Dezember 2006. Nach der 2003 durchgeführten Ausschreibung wurde das Burgenlandnetz erneut an die Burgenlandbahn für weitere zwölf Jahre bis 2018 vergeben. Das befahrene Netz blieb bis auf die beiden abbestellten Strecken Nebra–Artern und Röblingen am See–Querfurt und die neu hinzugekommene Strecke Berga-Kelbra–Stolberg gleich.
Rückwirkend zum 1. Januar 2007 wurde die Burgenlandbahn GmbH auf ihre Muttergesellschaft DB Regio AG verschmolzen. Der Betrieb wurde aber weiterhin unter dem Markennamen Burgenlandbahn durchgeführt.

### Probleme 2006

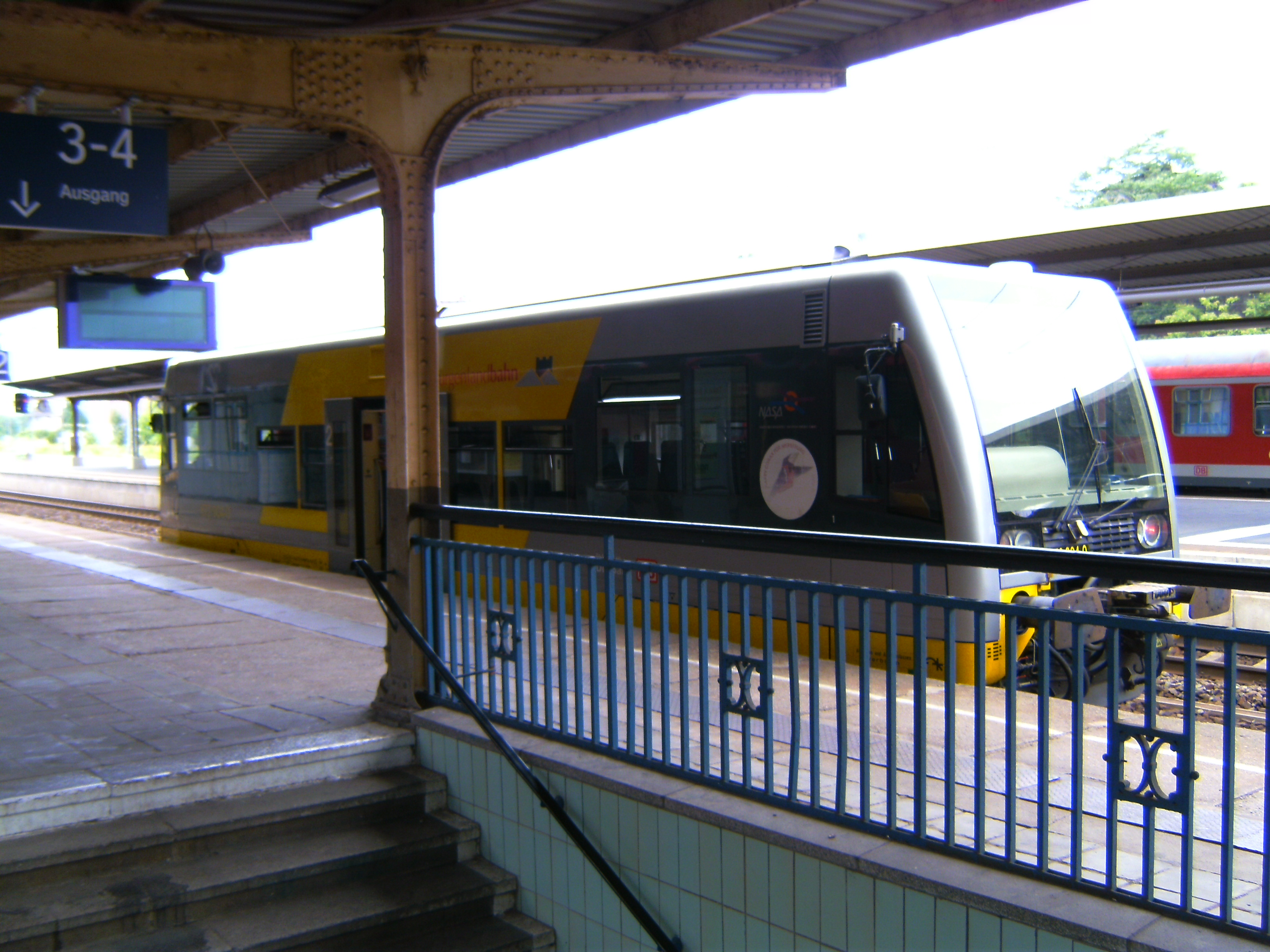
Fahrzeug der Burgenlandbahn in Weißenfels

Bei einer routinemäßigen Untersuchung der Triebfahrzeuge der Burgenlandbahn im April 2006 wurden Risse im Fahrzeugrahmen festgestellt, die aus Sicht der Betriebssicherheit einen weiteren Einsatz vorerst nicht gestatten. Sämtliche Triebwagen der Baureihe 672 wurden daraufhin mit sofortiger Wirkung außer Betrieb gestellt und zur Reparatur und Generalüberholung nach Halle (Saale) überführt. Auf Grund des damit eintreffenden Totalausfalls der Burgenlandbahn kam es in den ersten Wochen nach der Stilllegung zu großen Problemen im Fahrtbetrieb, da nun hauptsächlich Busse im Rahmen des Schienenersatzverkehrs zwischen den einzelnen Strecken pendelten.
Die Deutsche Bahn AG schaffte es nur mit großer Mühe, entsprechende Ersatzzüge zur Verfügung zu stellen. Vier Wochen nach Stilllegung der Baureihe 672 konnten die meisten Fahrtstrecken mit Leihzügen der Baureihe 641 und der Baureihe 628 besetzt werden, wodurch ein großteils wieder fahrplanmäßiger Betrieb erfolgen konnte.
Probleme gab es aber trotz dessen im Personalbereich. War in den alten Triebwagen meist kein Schaffner bzw. Kontrolleur erforderlich, benötigte man für die Ausweichzüge Personal, weil diese keinen passenden Fahrkartenautomaten für den MDV-Bereich besaßen. Dies lag meist daran, dass diese Züge aus ganz Deutschland kamen, u. a. aus Thüringen. Außer den größeren Bahnhöfen wie Zeitz, Merseburg, Weißenfels, Artern oder Naumburg (Saale) besitzt auch keiner der Haltebahnhöfe einen Fahrkartenautomaten.
Zum Fahrplanwechsel am 10. Dezember 2006 konnten die Fahrzeuge der Baureihe 672 wieder in Betrieb genommen werden.

### Entwicklungen 2007/2008
Zum Fahrplanwechsel am 9. Dezember 2007 wurde der Betrieb der Burgenlandbahn auf den Strecken Naumburg–Teuchern und Weißenfels–Zeitz stark eingeschränkt. So gab es von Montag bis Freitag zwischen Naumburg und Teuchern nur noch 5 Verbindungen, alle anderen wurden gestrichen. Darunter fiel auch der komplette Verkehr am Wochenende. Als Ersatz wurden aufgrund massiver Bürgerproteste gegen die Fahrplanreduzierungen Rufbusse eingerichtet. Zwischen Weißenfels und Zeitz wurde der Fahrplan am Wochenende auf einen Zweistundentakt reduziert, wochentags fielen zwei Verbindungen weg. Im Gegenzug wurden Spätverbindungen zwischen beiden Orten mit Anschluss an Regional- und Intercityzüge in Weißenfels eingerichtet. So verkehrt die Bahn statt bis 21 Uhr jetzt bis nach 23 Uhr.
Ebenfalls zu Dezember 2007 sollte der Personenverkehr auf der Strecke Merseburg–Schafstädt aufgrund der geringen Fahrgastzahlen und der Streichung von Regionalisierungsmitteln komplett eingestellt werden. Die Verbindung wurde jedoch für zunächst 2 Jahre weiter bestellt, in der sie sich durch Steigerung der Attraktivität und damit der Fahrgastzahlen „bewähren“ sollte. Zum Fahrplanwechsel am 14. Dezember 2014 wurde der Personenverkehr auf der KBS 588 Merseburg–Schafstädt eingestellt, seit diesem Tag verkehrt die Linie 728 des PNVG.

### Entwicklungen 2009
Nachdem die Deutsche Regionaleisenbahn (DRE) als neuer Streckenbetreiber der Teilstrecke Nebra–Artern der Unstrutbahn einen Behelfsbahnsteig in Wangen (Unstrut) errichtet hatte und das Land Sachsen-Anhalt den Verkehr für den Abschnitt Nebra–Wangen bestellte, nahm die Burgenlandbahn am 10. April 2009 den regelmäßigen Verkehr auf. Damit besteht für die Besucher der im Sommer 2007 eröffneten Arche Nebra (das Besucherzentrum zur Himmelsscheibe von Nebra) eine direkte Bahnverbindung aus Richtung Naumburg.

### Entwicklungen 2018
Alle nichtelektrifizierten Bahnstrecken, deren Bestellung langfristig finanziell gesichert war, schrieb die NASA als Dieselnetz Sachsen-Anhalt europaweit aus. Nachdem die Bahnstrecken Merseburg–Querfurt und Weißenfels–Zeitz zunächst als Option enthalten waren, wurden sie schließlich komplett aus der Ausschreibung herausgenommen. Den Zuschlag für das Netz einschließlich der Linie Naumburg Ost–Wangen (RB 77) erhielt der Konkurrent Abellio Rail Mitteldeutschland, welcher den Betrieb zum Fahrplanwechsel im Dezember 2018 übernahm.

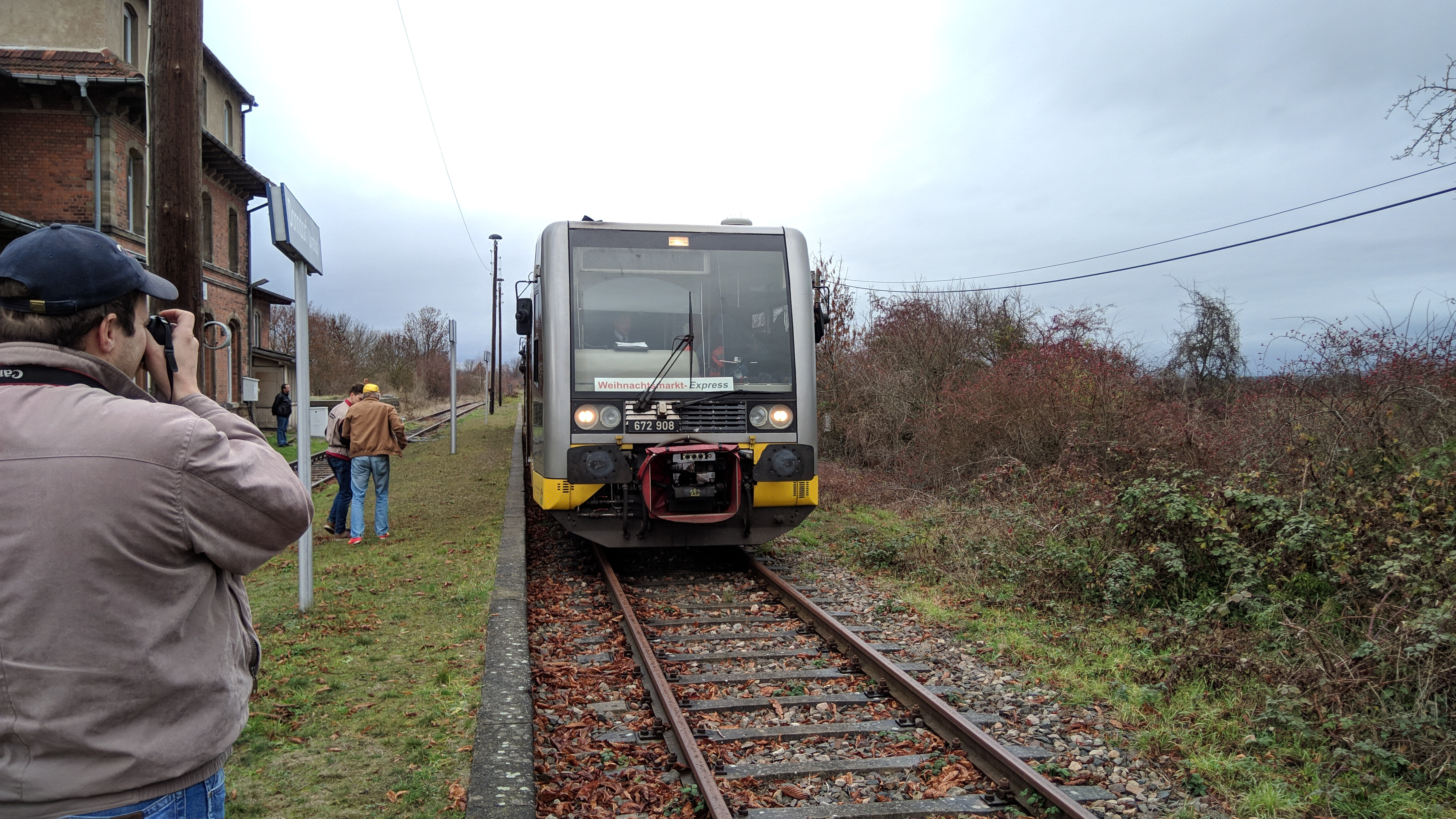
Eine BR 672 der Burgenlandbahn als Sonderfahrt in Donndorf

Mehrere Jahre wurden mehrmals im Jahr Sonderfahrten in Kooperation mit dem IG Unstrutbahn e. V. durchgeführt, bei denen die regulären Fahrten über Wangen hinaus bis ins thüringische Donndorf verlängert wurden. Diese werden seit dem Betreiberwechsel von Abellio Rail Mitteldeutschland weitergeführt. Es galten besondere Fahrkarten, da die Fahrten nicht vom Land bestellt wurden.

### Einstellung zum Fahrplanwechsel 2019/20

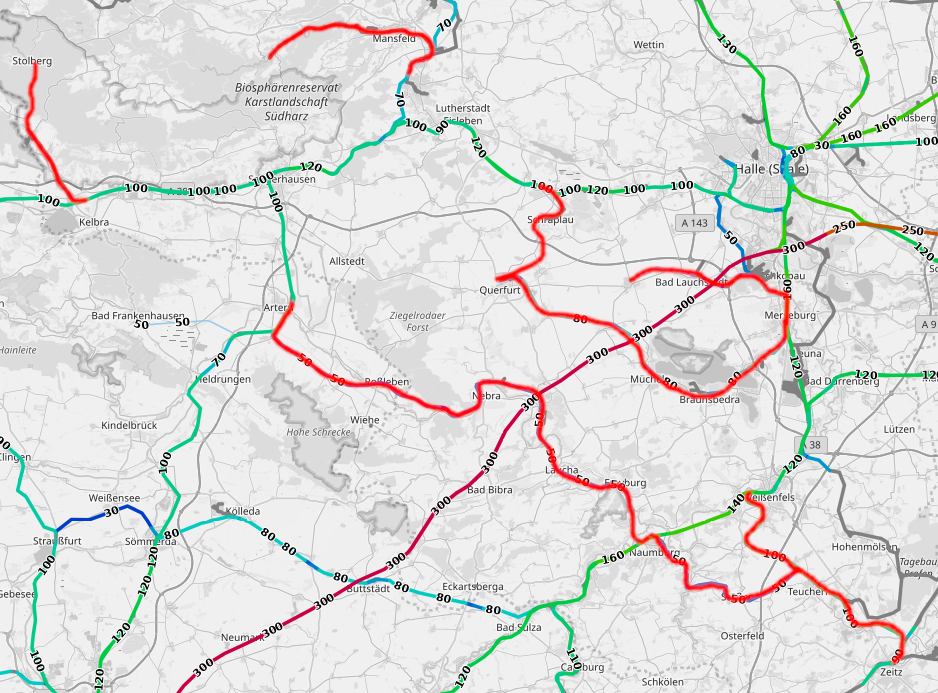
Die ehemals von der Burgenlandbahn betriebenen Bahnstrecken (rot)

Für die Linien Merseburg–Querfurt (RB 78) und Weißenfels–Zeitz (RB 76) trat im Dezember 2019 der neue Vertrag für das „Netz Elster-Geiseltal“ mit DB Regio in Kraft. Zum Einsatz kommen auf beiden Linien insgesamt sechs modernisierte Dieseltriebwagen vom Typ VT 641. Der Verlust der letzten beiden Linien bedeutet für die Burgenlandbahn nach 20 Jahren das Aus, da die Marke von DB Regio Südost nicht weitergeführt wird.

## Fahrzeuge
Im Einsatz waren u. a. seit 1999 19 zweiachsige Leicht-Verbrennungstriebwagen vom Typ DWA LVT/S (Baureihe 672), deren Anzahl wegen Streckenabbestellungen im Laufe der Jahre abnahm. Sie waren im Bw Leipzig Hbf Süd beheimatet. Seit Mitte 2017 fand die Instandhaltung bei der Mitteldeutschen Eisenbahn am Standort Buna Werke in Schkopau statt.
Die Triebwagen kamen in der Regel in Einzeltraktion, auf Geiseltal- und Unstrutbahn auch in Doppeltraktion zum Einsatz. Sie verfügen über eine automatische Kupplung. Bis Dezember 2010 wurden die Regionalbahnen aus Naumburg und Weißenfels in Teuchern für die Weiterfahrt nach Zeitz vereinigt bzw. in die Gegenrichtung geflügelt, um auf beiden Relationen umsteigefreie Verbindungen anbieten zu können.
Ein Teil der Fahrzeuge wurde bereits 2018 an die Hanseatische Eisenbahn verkauft, drei weitere werden bei der Dessau-Wörlitzer Eisenbahn zum Einsatz kommen. Die letzten 10 Fahrzeuge wurden Anfang 2020 ebenfalls an die HANSeatische Eisenbahn veräußert.